# Geamăna (okręg Alba)
Geamăna – wieś w Rumunii, w okręgu Alba, w gminie Lupșa. W 2011 roku liczyła 20 mieszkańców.